# Ligne 14 - Candiac
Pour les articles homonymes, voir Ligne 14.
La ligne Candiac (ou ligne 14) est une ligne du réseau de train de banlieue de Montréal reliant le centre-ville de Montréal à Candiac, ville située en banlieue sud de Montréal en passant notamment par LaSalle et Saint-Constant. Exo en est responsable. 
La ligne est nommée ligne Montréal/Delson de sa mise en service en 2001 jusqu'en 2005, année où le service est étendu jusqu'à Candiac et où elle est renommée ligne Montréal/Delson–Candiac. En 2018, Exo procède à la révision des dénominations des lignes de train de banlieue et celle-ci devient la ligne Exo 4 - Candiac jusqu'au 31 juillet 2023, date à laquelle la numérotation des lignes de train de banlieue de la région métropolitaine est revue une deuxième fois en cinq ans, en raison de la mise en service du Réseau express métropolitain.   

## Description
La ligne Candiac relie le centre-ville de Montréal, précisément la gare Lucien-L'Allier avec les quartiers du sud-ouest de Montréal et les municipalités de la Rive-Sud de Montréal situées dans le Roussillon. Elle possède des gares dans les arrondissements de Ville-Marie, Côte-des-Neiges–Notre-Dame-de-Grâce, Lachine, LaSalle et les villes de Montréal-Ouest, Saint-Constant, Delson puis Candiac.  

### Couleur associée
De son ouverture en 2001 jusqu'au 30 novembre 2014, la couleur associée à la ligne Candiac est le doré. Cependant, lors de l'ouverture de la ligne Mascouche, la défunte Agence métropolitaine de transport – l'ancêtre d'Exo – procède à des changements d'attributions de couleurs au niveau de certaines lignes. Le gris devient alors la couleur associée à la ligne Candiac. Avec l'arrivée de la nouvelle identité d'Exo, la couleur attribuée à la ligne devient dès lors turquoise. 

## Gares
| Zone | Zone | Gare             | Ville                                                         | Correspondance(s) | Transit annuel (2008)      |
| ---- | ---- | ---------------- | ------------------------------------------------------------- | --- | -------------------------- |
|      |      |                  |                                                               | |                            |
| A    | 1    | Lucien-L'Allier  | Montréal (arrondissement Ville-Marie)                         | Autobus: STM - 36, 74, 75, 107, 150, 350, 355, 358, 364, 410, 420, 427, 430, 480, 715, 747 RTL - 5, 15, 30, 31, 32, 33, 34, 35, 37, 38, 42, 44, 45, 46, 47, 49, 50, 55, 60, 59, 86, 87, 90, 115, 132, 135, 142, 144, 150 Exo Sud-Ouest - 28, 28-B, Express 28 Exo Haut-Saint-Laurent - 1 Exo Roussillon - 130, 100-115 Exo Vallée-du-Richelieu - 300 Exo Chambly-Richelieu-Carignan - 400, 401, 500, 600 Exo Sainte-Julie - 600 Exo Le Richelain - 121, 122, 123, 124, 132, 133, 321, 323 Métro: STM - stations Lucien-L'Allier et Bonaventure de la ligne orange Train: Exo - gare Lucien-L'Allier des lignes Vaudreuil-Hudson et Saint-Jérôme Exo - gare Centrale des lignes Mont-Saint-Hilaire, Mascouche et Deux-Montagnes Via Rail Canada et Amtrak - Gare centrale de Montréal | 316 900                    |
| A    | 1    | Vendôme          | Montréal (arrondissement Côte-des-Neiges–Notre-Dame-de-Grâce) | Autobus: STM - 17, 37, 90, 102, 104, 105, 124 Métro: STM - station Vendôme de la ligne orange Train: Exo - lignes Vaudreuil-Hudson et Saint-Jérôme | 274 400                    |
| A    | 1    | Montréal-Ouest   | Montréal-Ouest                                                | Autobus: STM - 51, 90, 105, 123, 162 Train: Exo - lignes Vaudreuil-Hudson et Saint-Jérôme | 25 100                     |
| A    | 1    | Du Canal         | Montréal (arrondissement Lachine)                             | Autobus: STM - 90, 191, 195, 356 | N/A (Gare ouverte en 2017) |
| A    | 1    | LaSalle          | Montréal (arrondissement LaSalle)                             | Autobus: STM - 110, 495 | 67 200                     |
| C    | 5    | Sainte-Catherine | Saint-Constant                                                | Autobus: Exo Roussillon - 30, 35 | 269 000                    |
| C    | 5    | Saint-Constant   | Saint-Constant                                                | Autobus: Exo Roussillon - 30, 35 | 189 300                    |
| C    | 5    | Delson           | Delson                                                        | Autobus: Exo Roussillon - 36 | 51 400                     |
| C    | 5    | Candiac          | Candiac                                                       | Autobus: Exo Le Richelain - Taxi collectif - 36 | 54 100                     |